# Matyáš Jachnicki
Matyáš Jachnicki (16 de mayo de 1999) es un jugador profesional de voleibol checo, juego de posición receptor/atacante. Desde la temporada 2019/2020, el juega en el equipo AERO Odolena Voda.